# Король шопінгу Луї (серіал)
Король шопінгу Луї (кор. 쇼핑왕 루이) — це південнокорейський серіал, що розповідає історію про Кан Чі Сона, який після повернення з Франції до Кореї втрачає пам'ять та Ко Бок Сіль, яка випадково зустрічає Кан Чі Сона. Серіал показувався на телеканалі MBC щосереди і щочетверга з 21 вересня по 10 листопада 2016. У головних ролях Со Ін Гук, Нам Чі Хьон, Юн Сан Хьон та Ім Се Мі.

## Сюжет
Після 15 років життя у Франції Луї повертається назад до Південної Кореї, але втрачає пам'ять. У той же час Ко Бок Сіль вирушає до Сеулу, щоб знайти свого молодшого брата, який зник безвісті. За випадком обставин Бок Сіль натрапляє на Луї в куртці свого молодшого брата. Тепер Луї живе разом із Бок Сіль та разом намагаються допомогти йому відновити пам'ять і знайти її молодшого брата.

## Акторський склад

### У головних ролях
- Со Ін Гук як Луї/Кан Чі Сон[2]

У ранньому дитинстві в Луї загинули батьки в автокатострофі і він залишився єдиним спадкоємцем в сім'ї. Тому його бабуся сильно переживала за його майбутнє і вживала надто перебільшених заходів щодо його захисту. Таким чином він самотньо зростав у заможному будинку у Франції, однак завдяки великим статкам сім'ї та своєму розуму Луї став королем в шопінгу. Через 15 років Луї повертається до Кореї, але внаслідок певних обставин втрачає пам'ять та стає безпритульним. Потім він зустрічає Ко Бок Сіль, яка забирає його жити до свого дому.
- Нам Чі Хьон як Ко Бок Сіль[2]

Ко Бок Сіль — це жінка, що проживає в гірському масиві провінції Канвон та займається викопуванням трав. В її місці проживання немає електроенергії, а від самого будинку віє позитивною енергією чистого повітря. Бок Сіль відправляється у Сеул для пошуку свого молодшого брата, який зник безвісті. У Сеулі Бок Сіль випадково натикається на Луї, що був одягнений в одяг її молодшого брата. У зв'язку з тим, що Луї нічого не пам'ятає, то вона забирає його до себе в квартиру з метою, щоб він допоміг у пошуках її брата.
- Юн Сан Хьон як Чха Чун Вон[2]

Чха Чун Вон є головою компанії Gold Line, яка займається розповсюдженням товарів. Він харизматична особа, що говорить холоднокровно, коли стосується продажу національних товарів. Однак його світ змінюється, коли одного дня Чун Вон зустрічає сільську жінку, Бок Сіль, в яку він закохується.
- Ім Се Мі як Пек Ма Рі[2]

Пек Ма Рі є жінкою, що стильно вдягається і виглядає як зірка з модного журналу. Вона є другом дитинства Луї, до якого має одностороннє кохання. Однак одного дня її ідеальне життя було зруйновано, як тільки з'явилася Ко Бок Сіль. Таким чином Ма Рі піддається ревнощам через Бок Сіль, що тепер проводить час з Луї.

### Другорядні ролі

#### Люди навколо Луї
- Кім Йон Ук як Чхве Іль Сун
- Кім Сон Йон як Хо Чон Ран
- Ом Хьо Соп як Кім Хо Джун

#### Люди навколо Бок Сіль
- Рю Ий Хьон як Ко Бок Нам
- Кан Чі Соп як Нам Чун Хьо

#### Люди навколо Чун Вон
- Нам Мьон Рьоль як Чха Су Іль
- Кім Бо Йон як Сін Йон Е

#### Люди навколо Ма Рі
- Юн Ю Сон як Хон Че Сук
- Кім Кю Чхоль як Пек Сон Ґу

#### Сусіди по даху
- О Те Хван як Чо Ін Сон
- Хван Йон Хі як Хван Ким Джа

#### Працівники Gold Group
- Кім Пьон Чхоль як Лі Кьон Ґук
- Лі Че Ґюн як Пьон То Джін
- Мі Рам як Пак Хє Джу
- Чха Чхон Хва як Квон Мі Йон

### Інші
- Чхе Су Бін як Ван Мон Шіль
- Кім Хє Юн як Сон Йон А (серії 2, 6 і 13)

## Оригінальні звукові доріжки

### Повний альбом
| 쇼핑왕 루이 Shopping King Louie (Music from the Korean Tv Drama) | 쇼핑왕 루이 Shopping King Louie (Music from the Korean Tv Drama) | 쇼핑왕 루이 Shopping King Louie (Music from the Korean Tv Drama) | 쇼핑왕 루이 Shopping King Louie (Music from the Korean Tv Drama) |
| #                                                                | Назва                                                            | Виконавець                                                       | Тривалість                                                       |
| ---------------------------------------------------------------- | ---------------------------------------------------------------- | ---------------------------------------------------------------- | ---------------------------------------------------------------- |
| 1.                                                               | «내비게이션 (Navigation)»                                        | Кім Со Хі                                                        | 3:30                                                             |
| 2.                                                               | «부나비 (The Tiger Moth)»                                        | Monsta X                                                         | 3:24                                                             |
| 3.                                                               | «Fine»                                                           | Чо Хьон У, Чан Че Ін                                             | 4:13                                                             |
| 4.                                                               | «The Way»                                                        | Ом Джі                                                           | 3:45                                                             |
| 5.                                                               | «The Time»                                                       | JUNIEL                                                           | 4:38                                                             |
| 6.                                                               | «스르르»                                                         | Ґє Пхі                                                           | 4:02                                                             |
| 7.                                                               | «Hello»                                                          | SunBee                                                           | 3:42                                                             |
| 8.                                                               | «Love Is»                                                        | Джу Юн Ха                                                        | 3:52                                                             |
| 9.                                                               | «부나비 (The Tiger Moth) [Acoustic Version]»                     | Monsta X                                                         | 3:11                                                             |
| 10.                                                              | «Opening Title»                                                  | Чі Пхьон Ґвон, Сін Хьон                                          | 2:02                                                             |
| 11.                                                              | «Road»                                                           | Чі Пхьон Ґвон, Сін Хьон                                          | 1:37                                                             |
| 12.                                                              | «Misty»                                                          | Чі Пхьон Ґвон, Сін Хьон                                          | 3:00                                                             |
| 13.                                                              | «Home»                                                           | Чі Пхьон Ґвон, Сін Хьон                                          | 2:52                                                             |
| 14.                                                              | «Lost in Memories»                                               | Чі Пхьон Ґвон                                                    | 3:20                                                             |
| 15.                                                              | «Dog Song (feat. Louis Choi)»                                    | Чі Пхьон Ґвон, Луї Чхве                                          | 1:13                                                             |
| 16.                                                              | «Nostalgia»                                                      | Чі Пхьон Ґвон                                                    | 3:54                                                             |
| 17.                                                              | «In the Rain»                                                    | Чі Пхьон Ґвон                                                    | 3:08                                                             |
| 18.                                                              | «A Way of Seeing»                                                | Чі Пхьон Ґвон, Сін Хьон                                          | 2:12                                                             |
| 19.                                                              | «Nostalgia 2»                                                    | Чі Пхьон Ґвон                                                    | 1:31                                                             |
| 20.                                                              | «Rock On!»                                                       | Чі Пхьон Ґвон                                                    | 1:48                                                             |
| 21.                                                              | «Dream Catcher»                                                  | Чі Пхьон Ґвон, Сін Хьон                                          | 3:29                                                             |
| 22.                                                              | «Not Enough»                                                     | Чі Пхьон Ґвон                                                    | 1:58                                                             |
| 23.                                                              | «Universe»                                                       | Чі Пхьон Ґвон                                                    | 2:32                                                             |
| 24.                                                              | «Chaos»                                                          | Чі Пхьон Ґвон                                                    | 2:05                                                             |

### Альбом частинами
| 쇼핑왕 루이 Shopping King Louie (Music from the Korean Tv Drama) Part 1 | 쇼핑왕 루이 Shopping King Louie (Music from the Korean Tv Drama) Part 1 | 쇼핑왕 루이 Shopping King Louie (Music from the Korean Tv Drama) Part 1 | 쇼핑왕 루이 Shopping King Louie (Music from the Korean Tv Drama) Part 1 |
| #                                                                       | Назва                                                                   | Виконавець                                                              | Тривалість                                                              |
| ----------------------------------------------------------------------- | ----------------------------------------------------------------------- | ----------------------------------------------------------------------- | ----------------------------------------------------------------------- |
| 1.                                                                      | «내비게이션 (Navigation)»                                               | Кім Со Хі                                                               | 3:30                                                                    |
| 2.                                                                      | «내비게이션 (Navigation) (Inst.)»                                       | Кім Со Хі                                                               | 3:30                                                                    |

| 쇼핑왕 루이 Shopping King Louie (Music from the Korean Tv Drama) Part 2 | 쇼핑왕 루이 Shopping King Louie (Music from the Korean Tv Drama) Part 2 | 쇼핑왕 루이 Shopping King Louie (Music from the Korean Tv Drama) Part 2 | 쇼핑왕 루이 Shopping King Louie (Music from the Korean Tv Drama) Part 2 |
| #                                                                       | Назва                                                                   | Виконавець                                                              | Тривалість                                                              |
| ----------------------------------------------------------------------- | ----------------------------------------------------------------------- | ----------------------------------------------------------------------- | ----------------------------------------------------------------------- |
| 1.                                                                      | «The Way»                                                               | Ом Джі                                                                  | 3:45                                                                    |
| 2.                                                                      | «The Way (Inst.)»                                                       | Ом Джі                                                                  | 3:45                                                                    |

| 쇼핑왕 루이 Shopping King Louie (Music from the Korean Tv Drama) Part 3 | 쇼핑왕 루이 Shopping King Louie (Music from the Korean Tv Drama) Part 3 | 쇼핑왕 루이 Shopping King Louie (Music from the Korean Tv Drama) Part 3 | 쇼핑왕 루이 Shopping King Louie (Music from the Korean Tv Drama) Part 3 |
| #                                                                       | Назва                                                                   | Виконавець                                                              | Тривалість                                                              |
| ----------------------------------------------------------------------- | ----------------------------------------------------------------------- | ----------------------------------------------------------------------- | ----------------------------------------------------------------------- |
| 1.                                                                      | «The Time»                                                              | JUNIEL                                                                  | 4:38                                                                    |
| 2.                                                                      | «The Time (Inst.)»                                                      | JUNIEL                                                                  | 4:38                                                                    |

| 쇼핑왕 루이 Shopping King Louie (Music from the Korean Tv Drama) Part 4 | 쇼핑왕 루이 Shopping King Louie (Music from the Korean Tv Drama) Part 4 | 쇼핑왕 루이 Shopping King Louie (Music from the Korean Tv Drama) Part 4 | 쇼핑왕 루이 Shopping King Louie (Music from the Korean Tv Drama) Part 4 |
| #                                                                       | Назва                                                                   | Виконавець                                                              | Тривалість                                                              |
| ----------------------------------------------------------------------- | ----------------------------------------------------------------------- | ----------------------------------------------------------------------- | ----------------------------------------------------------------------- |
| 1.                                                                      | «Hello»                                                                 | SunBee                                                                  | 3:42                                                                    |
| 2.                                                                      | «Hello (Inst.)»                                                         | SunBee                                                                  | 3:42                                                                    |

| 쇼핑왕 루이 Shopping King Louie (Music from the Korean Tv Drama) Part 5 | 쇼핑왕 루이 Shopping King Louie (Music from the Korean Tv Drama) Part 5 | 쇼핑왕 루이 Shopping King Louie (Music from the Korean Tv Drama) Part 5 | 쇼핑왕 루이 Shopping King Louie (Music from the Korean Tv Drama) Part 5 |
| #                                                                       | Назва                                                                   | Виконавець                                                              | Тривалість                                                              |
| ----------------------------------------------------------------------- | ----------------------------------------------------------------------- | ----------------------------------------------------------------------- | ----------------------------------------------------------------------- |
| 1.                                                                      | «Love Is»                                                               | Джу Юн Ха                                                               | 3:52                                                                    |
| 2.                                                                      | «Love Is (Inst.)»                                                       | Джу Юн Ха                                                               | 3:52                                                                    |

| 쇼핑왕 루이 Shopping King Louie (Music from the Korean Tv Drama) Part 6 | 쇼핑왕 루이 Shopping King Louie (Music from the Korean Tv Drama) Part 6 | 쇼핑왕 루이 Shopping King Louie (Music from the Korean Tv Drama) Part 6 | 쇼핑왕 루이 Shopping King Louie (Music from the Korean Tv Drama) Part 6 |
| #                                                                       | Назва                                                                   | Виконавець                                                              | Тривалість                                                              |
| ----------------------------------------------------------------------- | ----------------------------------------------------------------------- | ----------------------------------------------------------------------- | ----------------------------------------------------------------------- |
| 1.                                                                      | «스르르»                                                                | Ґє Пхі                                                                  | 4:02                                                                    |
| 2.                                                                      | «스르르 (Inst.)»                                                        | Ґє Пхі                                                                  | 4:02                                                                    |

| 쇼핑왕 루이 Shopping King Louie (Music from the Korean Tv Drama) Part 7 | 쇼핑왕 루이 Shopping King Louie (Music from the Korean Tv Drama) Part 7 | 쇼핑왕 루이 Shopping King Louie (Music from the Korean Tv Drama) Part 7 | 쇼핑왕 루이 Shopping King Louie (Music from the Korean Tv Drama) Part 7 |
| #                                                                       | Назва                                                                   | Виконавець                                                              | Тривалість                                                              |
| ----------------------------------------------------------------------- | ----------------------------------------------------------------------- | ----------------------------------------------------------------------- | ----------------------------------------------------------------------- |
| 1.                                                                      | «부나비 (The Tiger Moth)»                                               | Monsta X                                                                | 3:24                                                                    |
| 2.                                                                      | «부나비 (The Tiger Moth) [Acoustic Version]»                            | Monsta X                                                                | 3:11                                                                    |
| 3.                                                                      | «부나비 (The Tiger Moth) (Inst.)»                                       | Monsta X                                                                | 3:24                                                                    |
| 4.                                                                      | «부나비 (The Tiger Moth) [Acoustic Version] (Inst.)»                    | Monsta X                                                                | 3:11                                                                    |

| 쇼핑왕 루이 Shopping King Louie (Music from the Korean Tv Drama) Part 8 | 쇼핑왕 루이 Shopping King Louie (Music from the Korean Tv Drama) Part 8 | 쇼핑왕 루이 Shopping King Louie (Music from the Korean Tv Drama) Part 8 | 쇼핑왕 루이 Shopping King Louie (Music from the Korean Tv Drama) Part 8 |
| #                                                                       | Назва                                                                   | Виконавець                                                              | Тривалість                                                              |
| ----------------------------------------------------------------------- | ----------------------------------------------------------------------- | ----------------------------------------------------------------------- | ----------------------------------------------------------------------- |
| 1.                                                                      | «Fine»                                                                  | Чо Хьон У, Чан Че Ін                                                    | 4:13                                                                    |
| 2.                                                                      | «Fine (Inst.)»                                                          | Чо Хьон У, Чан Че Ін                                                    | 4:13                                                                    |

## Рейтинги
Найнижчі рейтинги позначені синім кольором, а найвищі — червоним кольором.
| Номер #          | Назва серії                                                       | Дата показу       | Середнє значення кількості переглядів | Середнє значення кількості переглядів | Середнє значення кількості переглядів | Середнє значення кількості переглядів |
| Номер #          | Назва серії                                                       | Дата показу       | TNMS Ratings                          | TNMS Ratings                          | AGB Nielsen                           | AGB Nielsen                           |
| Номер #          | Назва серії                                                       | Дата показу       | Загальнонаціональні                   | Сеул                                  | Загальнонаціональні                   | Сеул                                  |
| ---------------- | ----------------------------------------------------------------- | ----------------- | ------------------------------------- | ------------------------------------- | ------------------------------------- | ------------------------------------- |
| 1                | «Pick Me» (укр. Вибере мене)                                      | 21 вересня 2016   | 5,4 %                                 | 7,0 %                                 | 5,6 %                                 | 6,5 %                                 |
| 2                | «A Whole New World» (укр. Цілий новий світ)                       | 22 вересня 2016   | 6,3 %                                 | 5,9 %                                 | 6,2 %                                 | 7,0 %                                 |
| 3                | «She» (укр. Вона)                                                 | 28 вересня 2016   | 7,4 %                                 | 7,7 %                                 | 7,0 %                                 | 7,3 %                                 |
| 4                | «Memory» (укр. Пам'ять)                                           | 29 вересня 2016   | 8,5 %                                 | 8,5 %                                 | 7,8 %                                 | 8,4 %                                 |
| 5                | «Starry, Starry Night» (укр. Зоряна ніч)                          | 6 жовтня 2016     | 8,2 %                                 | 8,1 %                                 | 8,4 %                                 | 9,1 %                                 |
| 6                | «I Was Born to Love You» (укр. Я народився, щоб кохати тебе)      | 12 жовтня 2016    | 9,9 %                                 | 11,4 %                                | 8,8 %                                 | 9,3 %                                 |
| 7                | «Perhaps Love» (укр. Можливо, кохання)                            | 13 жовтня 2016    | 10,1 %                                | 10,8 %                                | 10,0 %                                | 10,4 %                                |
| 8                | «Be My Baby» (укр. Будь моєю коханою)                             | 19 жовтня 2016    | 10,4 %                                | 11,4 %                                | 9,7 %                                 | 10,0 %                                |
| 9                | «Can't Smile Without You» (укр. Не можу сміятися без тебе)        | 20 жовтня 2016    | 11,5 %                                | 13,1 %                                | 10,7 %                                | 11,3 %                                |
| 10               | «The Moon Represents My Heart» (укр. Місяць відображає моє серце) | 26 жовтня 2016    | 10,9 %                                | 11,9 %                                | 10,2 %                                | 10,4 %                                |
| 11               | «Dream Lover» (укр. Мрійник)                                      | 27 жовтня 2016    | 11,1 %                                | 11,2 %                                | 10,5 %                                | 10,9 %                                |
| 12               | «Reality» (укр. Реальність)                                       | 2 листопада 2016  | 11,4 %                                | 11,4 %                                | 11,0 %                                | 11,4 %                                |
| 13               | «This Is the Moment» (укр. Цей момент)                            | 3 листопада 2016  | 11,4 %                                | 12,8 %                                | 10,0 %                                | 10,6 %                                |
| 14               | «The Winner Takes It All» (укр. Переможець забирає все)           | 9 листопада 2016  | 8,8 %                                 | 9,4 %                                 | 10,4 %                                | 11,1 %                                |
| 15               | «My Way» (укр. Мій шлях)                                          | 10 листопада 2016 | 10,9 %                                | 11,7 %                                | 9,7 %                                 | 10,3 %                                |
| 16               | «When You Wish Upon a Star» (укр. Коли ти загадуєш бажання)       | 10 листопада 2016 | 9,2 %                                 | 9,3 %                                 | 8,9 %                                 | 9,7 %                                 |
| Середній рейтинг | Середній рейтинг                                                  | Середній рейтинг  | 9,5                                   | 10,1                                  | 9,1                                   | 9,61                                  |